# Astragalus shinanensis
Astragalus shinanensis là một loài thực vật có hoa trong họ Đậu. Loài này được Ohwi miêu tả khoa học đầu tiên.